# Mellanman
Mellanman är inom förvaltningsrätten en person, som ur rättssynpunkt agerar för någon annans räkning. Mellanmansrollen är dock inte att enbart agera som ombud till en huvudman.
Exempel på mellanman är kommissionärer, prokurister, handelsagenter, fullmäktige. Advokat kan i vissa ärenden vara mellanman men i andra fungera som ombud.
Oftast gäller, att mellanmannen är skyldig huvudmannen/klienten trohet och lojalitet, utom i de fall då detta vore oetiskt eller olämpligt. Övriga berörda parter har endast rätt till hederligt bemötande från mellanmannens sida.

## Fastighetsmäklare i Sverige som mellanman
Även fastighetsmäklare är mellanmän. De har ingen fullmakt från sina uppdragsgivare, detta är inte tillåtet, endast ett förmedlingsuppdrag. Före 1984 existerade ingen fastighetsmäklarlag. Åren 1984-1995 var mäklaren skyldig sin uppdragsgivare trohet och lojalitet. Sedan 1995 är mäklaren en "opartisk mellanman" mellan säljare och köpare. Det är vanligtvis säljaren som anlitar fastighetsmäklare för hjälp med försäljningen, men det är även möjligt att köparen anlitar en mäklare. Oavsett vad som är fallet ska mäklaren vara en opartisk mellanman, och tillvarata både köparens och säljarens intressen. När det gäller prisfrågor och liknande (rent affärsmässiga avväganden) är det dock naturligt att mäklaren tar större hänsyn till uppdragsgivaren.
Denna regel saknar motsvarighet i andra länder och är även i Sverige delvis omstridd. Enligt Stephens, sid 42 gäller: "An agent once instructed by a vendor owes a duty to that vendor and must thereafter act only in that client's best interest and use due diligence in doing so". Efter debatt och votering i riksdagen 1995 antogs formuleringen om "opartisk mellanman" med 191 röster för (s+c+fp+v), 101 röster emot (m+mp+kd). Riksdagsledamöterna från m, mp och kd ville 1995 således ej ha formuleringen "opartisk mellanman".